# 줄전갱이
줄전갱이는 전갱이과에 속하는 전갱이류의 하나이다.